# Alatacavellina
Alatacavellina is een geslacht van uitgestorven kreeftachtigen uit de klasse van de Ostracoda (mosselkreeftjes).

## Soorten
- Alatacavellina celebrata Sun & Wang, 1985 †
- Alatacavellina homalis Jiang (Z. H.), 1983 †
- Alatacavellina ovata Wang, 1983 †
- Alatacavellina parva Li (Zu-Wang), 1987 †
- Alatacavellina subovata Wang & Shi, 1982 †